# KLM Open 2007

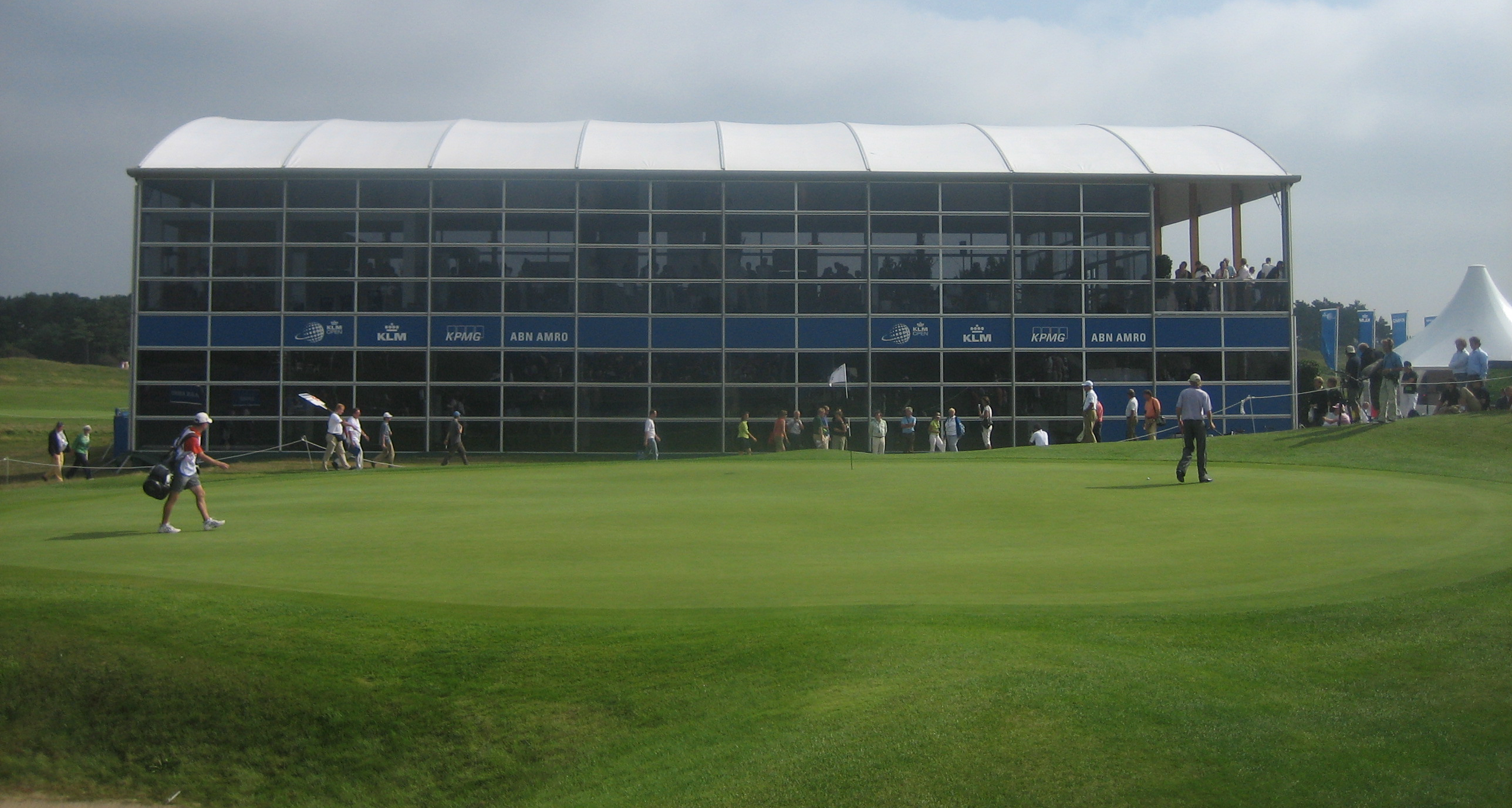
Tent van de hoofdsponsors bij green 14

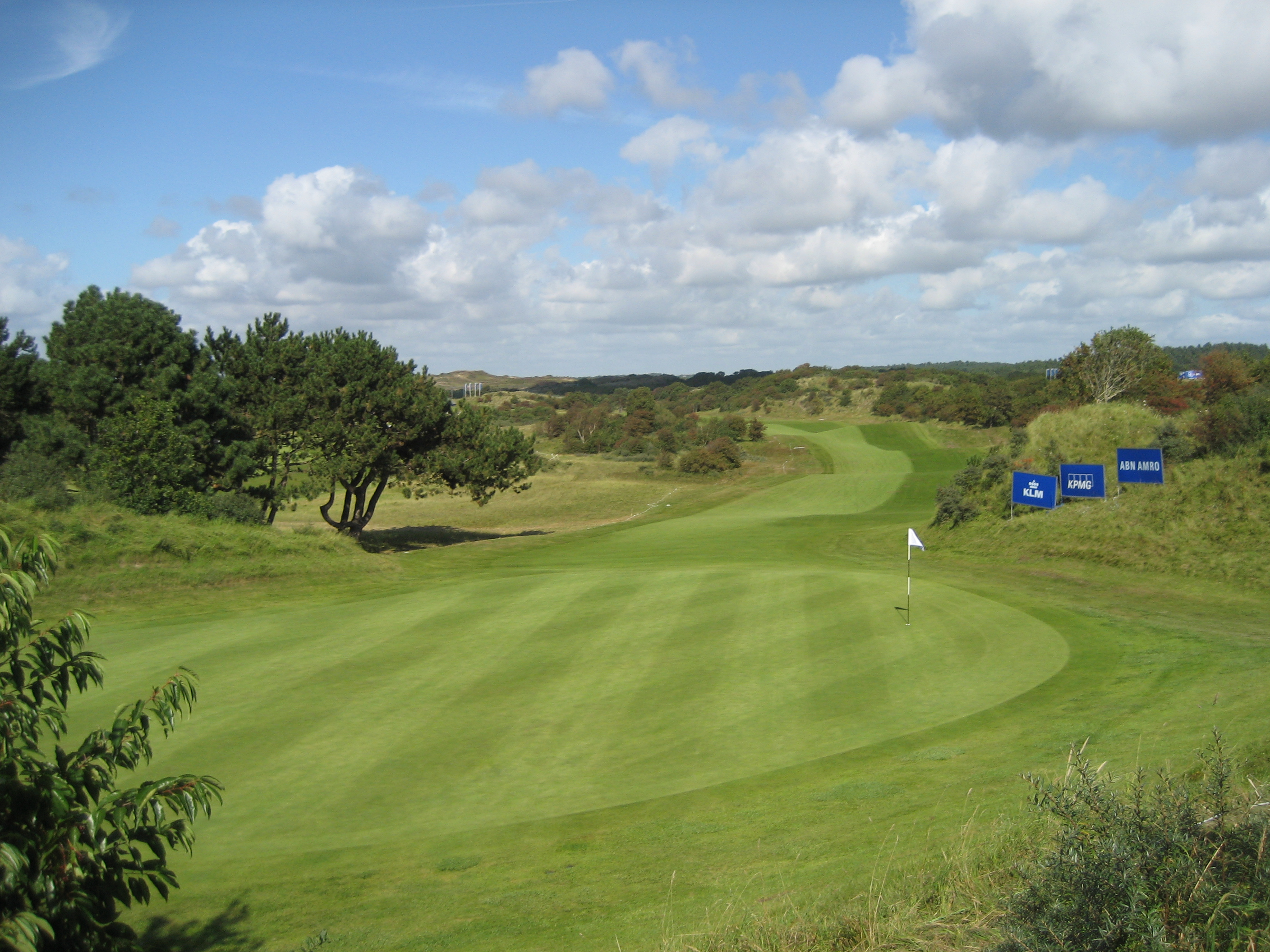

Het KLM Open  is een golftoernooi van de Europese PGA Tour. In 2007 werd het gespeeld van 23-26 augustus, voor de 18de keer op de Kennemer Golf & Country Club.  Titelverdediger was Simon Dyson.
Tijdens de eerste ronde verbeterden Jean-Baptiste Gonnet en Taichi Teshima het baanrecord met een score van 64 (−6). Andrew Coltart speelde de laatste negen holes in 27 slagen, hetgeen een record op de Europese Tour was.

## Uitslagen
| Speler                | Score           | Score | Nr  |
| --------------------- | --------------- | ----- | --- |
| Ross Fisher           | 66-67-68-67=268 | −12   | 1   |
| Joost Luiten          | 68-64-71-66=260 | −11   | 2   |
| Maarten Lafeber       | 67-69-71-71=278 | −2    | T37 |
| Nicolas Colsaerts     | 67-73-68-72=280 | par   | T47 |
| Robert-Jan Derksen    | 72-69=141       | +1    | MC  |
| Michael Kraaij (Am)   | 71-70=141       | +1    | MC  |
| Rolf Muntz            | 75-67=142       | +2    | MC  |
| Ronald Stokman        | 71-72=143       | +3    | MC  |
| Hiddo Uhlenbeck       | 72-71=143       | +3    | MC  |
| Jurrian van der Vaart | 71-73=144       | +4    | MC  |
| Wil Besseling         | 77-70=146       | +6    | MC  |
| Robin Swane           | 70-76=146       | +6    | MC  |
| Ruben Wechgelaer      | 70-77=147       | +7    | MC  |
| Tim Sluiter           | 79-70=149       | +9    | MC  |
| Reinier Saxton        | 76-75=151       | +11   | MC  |
| Eric Kruyning         | 78-79=157       | +17   | MC  |

Drievoudig winnaar van het Dutch Open, Bernhard Langer, eindigde met een totaal van −8 op de derde plaats samen met Thomas Levet, Alexander Norén, Alastair Forsyth en Steve Alker, die na de derde ronde nog aan de leiding stond.
1912 ··· 1972 · 1973 · 1974 · 1975 · 1976 · 1977 · 1978 · 1979 · 1980 · 1981 · 1982 · 1983 · 1984 · 1985 · 1986 · 1987 · 1988 · 1989 · 1990 · 1991 · 1992 · 1993 · 1994 · 1995 · 1996 · 1997 · 1998 · 1999 · 2000 · 2001 · 2002 · 2003 · 2004 · 2005 · 2006 · 2007 · 2008 · 2009 · 2010 · 2011 · 2012 · 2013 · 2014 · 2015 · 2016 · 2017 · 2018 · 2019 · 2020